# 90 Minutes European Prime Goal
90 Minutes: European Prime Goal - in Giappone intitolato J.League Soccer Prime Goal 3 (Ｊリーグサッカー プライムゴール３? "J League Soccer Prime Goal 3") - è un videogioco calcistico sviluppato e distribuito per il solo Super Nintendo Entertainment System.
Il giocatore può scegliere tra la modalità esibizione, torneo o modalità all-star. La visuale è in prospettiva da sinistra-destra e le bandiere delle varie nazioni europee compaiono nello stuolo di squadre selezionabili.
Nella modalità di gioco "Sei un eroe", il giocatore deve vincere partite impossibili in precisi punti dell'azione. La rimessa da fondocampo è riprodotta con la grafica 3D, con la telecamera inquadrante dagli spalti su cui siedono gli spettatori.
Il gioco è il seguito diretto di J.League Soccer Prime Goal 2 e J.League Soccer Prime Goal, entrambi già sviluppati da Namco.